# Feather and Fate
Feather and Fate è il terzo e ultimo album della Goth/Darkwave band statunitense Mors Syphilitica. Uscito nel 2001, è il loro primo album ad essere prodotto e distribuito dalla Projekt Records.

## Tracce
1. The Hues of Longing – 4:32
2. Naturally Cruel – 3:27
3. Between Feather and Fate – 3:41
4. Only a Whirlwind – 4:22
5. Galatea – 4:23
6. Glorious Breath – 4:50
7. Nostaglia's Sea – 3:38
8. The Chains of Reason – 3:45
9. A Fever Dream – 3:53
10. Fountain of Tears – 3:27
11. My Virgin Widows – 3:33
12. Far from Loneliness – 3:53
13. Sins of the Dove – 3:39
14. How Long – 3:51